# Nandita Swetha
Nandita Swetha est une actrice indienne qui apparaît principalement dans des films en tamoul depuis 2008. Elle est née à Bangalore, dans l'Etat du Karnataka, en Inde, le 30 avril 1990.

## Carrière
Nandita Swetha est originaire de Bangalore, où son père Shivaswamy Swetha, décédé en 2021 à l'âge de 54 ans, est un homme d'affaires et sa mère femme au foyer. Elle a deux frères plus jeunes.
Après un rôle mineur en 2006, Swetha commence véritablement sa carrière d'actrice en 2008, dans le film en kannada Nanda Nanditha (en); où elle joue le rôle de Nanditha, qui deviendra son nom de scène. Elle tourne ensuite son premier film en langue tamoule, Attakathi (en), réalisé par Pa. Ranjith (en). Ses prestations sont appréciées. Elle obtient ensuite un des rôles principaux de la comédie sportive Ethir Neechal (en)  réalisée par R. S. Durai Senthilkumar (en) en 2013. Toujours en 2013, elle est apparaît dans la comédie Idharkuthane Aasaipattai Balakumara (en), écrit et réalisé par Gokul.

## Filmographie
| Année | Film                                         | Rôle                | Langue          | Notes              |
| ----- | -------------------------------------------- | ------------------- | --------------- | ------------------ |
| 2006  | Avanandre Avane                              | Non nommé           |                 |                    |
| 2008  | Nanda Loves Nanditha                         | Nanditha            | Kannada         |                    |
| 2012  | Attakathi                                    | Poornima            | Tamoul          |                    |
| 2013  | Ethir Neechal                                | Valli               | Tamoul          |                    |
| 2013  | Idharkuthane Aasaipattai Balakumara          | Kumudha             | Tamoul          |                    |
| 2014  | Mundaasupatti                                | Kalaivani           | Tamoul          |                    |
| 2014  | Nalanum Nandhiniyum                          | Nandhini            | Tamoul          |                    |
| 2014  | Aindhaam Thalaimurai Sidha Vaidhiya Sigamani | Nandini             | Tamoul          |                    |
| 2015  | Puli                                         | Pushpa              | Tamoul          | Caméo              |
| 2015  | Uppu Karuvaadu                               | Poonguzhali         | Tamoul          |                    |
| 2015  | Idam Porul Yaeval                            | Neetha              | Tamoul          |                    |
| 2016  | Anjala                                       | Uthara              | Tamoul          |                    |
| 2016  | Ekkadiki Pothavu Chinnavada                  | Amala / Parvathi    | Télougou        |                    |
| 2017  | Ulkuthu                                      | Kadalarasi          | Tamoul          |                    |
| 2018  | Kalakalappu 2                                | Nanditha            | Tamoul          | Apparence d'invité |
| 2018  | Kaathiruppor Pattiyal                        | Megala              | Tamoul          |                    |
| 2018  | Asuravadham                                  | Maha                | Tamoul          |                    |
| 2018  | Srinivasa Kalyanam                           | Paddu               | Télougou        |                    |
| 2018  | Bluff Master                                 | Avani               | Télougou        |                    |
| 2019  | Prema Katha Chitram 2                        | Nandu               | Télougou        |                    |
| 2019  | Devi 2                                       | Sara                | Tamoul          |                    |
| 2019  | Abhinetri 2                                  | Sara                | Télougou        |                    |
| 2019  | 7                                            | Ramya               | Télougou Tamoul |                    |
| 2019  | Kalki                                        | Asima Khan          | Télougou        |                    |
| 2020  | Taana                                        | Nivetha             | Tamoul          |                    |
| 2021  | Eeswaran                                     | Vasuki              | Tamoul          |                    |
| 2021  | Kabadadaari                                  | Swathi              | Tamoul          |                    |
| 2021  | Kapatadhaari                                 | Swathi              | Télougou        |                    |
| 2021  | Akshara                                      | Akshara             | Télougou        |                    |
| 2021  | Nenjam Marappathillai                        | Shwetha Ramsay      | Tamoul          |                    |
| 2021  | IPC 376                                      | Inspectrice Yazhini | Tamoul          |                    |
| 2021  | MGR Magan                                    |                     |                 |                    |
| 2021  | Belgaum                                      |                     |                 |                    |
| 2021  | Galla                                        |                     |                 |                    |
| 2022  | Jetty                                        | Meenakshi           |                 |                    |
| 2023  | Raa Raa Penimithi                            |                     |                 |                    |
| 2023  | Hidimbha                                     |                     |                 |                    |
| 2023  | Raththam                                     | Madhumitha          |                 |                    |
| 2023  | Mangalavaaram                                | SI Maya             |                 |                    |
| 2023  | Chovvazhcha                                  |                     |                 |                    |
| 2024  | Raghada Reddy                                |                     |                 |                    |
| 2024  | Ranam Aram Thavarel                          | Kalki               |                 |                    |
| 2024  | OMG : O Manchi Ghost                         |                     |                 |                    |
|       |                                              |                     |                 |                    |

## Awards

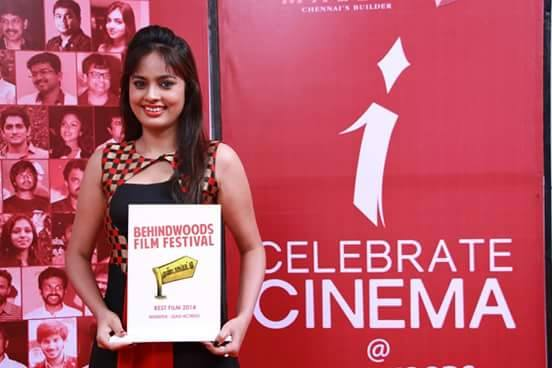
Actrice Nandita Swetha aux Behindwoods Awards pour Mundaasupatti

| Film                        | Awards                     | Catégorie                             | Resultat   |
| --------------------------- | -------------------------- | ------------------------------------- | ---------- |
| Attakathi                   | Jaya TV Movie Awards       | Meilleure actrice de début            | Lauréat    |
| Ethir Neechal               | 3rd SIIMA Awards           | Meilleure actrice dans un second rôle | Lauréat    |
| Ethir Neechal               | 61st Filmfare Awards South | Meilleure actrice dans un second rôle | Nomination |
| Mundaasupatti               | Edison Awards              | Meilleure actrice rétro               | Lauréat    |
| Ekkadiki Pothavu Chinnavada | 64th Filmfare Awards South | Meilleure actrice dans un second rôle | Lauréat    |